# زیگ اس‌جی ۵۵۰
این اسلحه از ۱۹۹۰ توسط ارتش سوئیس مورد استفاده است و به بیش از ۲۰ کشور صادر شده است. بیش از ۶۰۰ هزار مورد از این سلاح تولید شده که عمدتاً توسط نیروهای ویژه و کماندوها مورد استفاده قرار می گیرد. این اسلحه دارای یک طراحی قدیمی است و عملکردی شبیه به کلاشنیکف دارد و یکی از بهترین اسلحه های ۵.۵۶ میلی متری به شمار می رود.

## نگارخانه

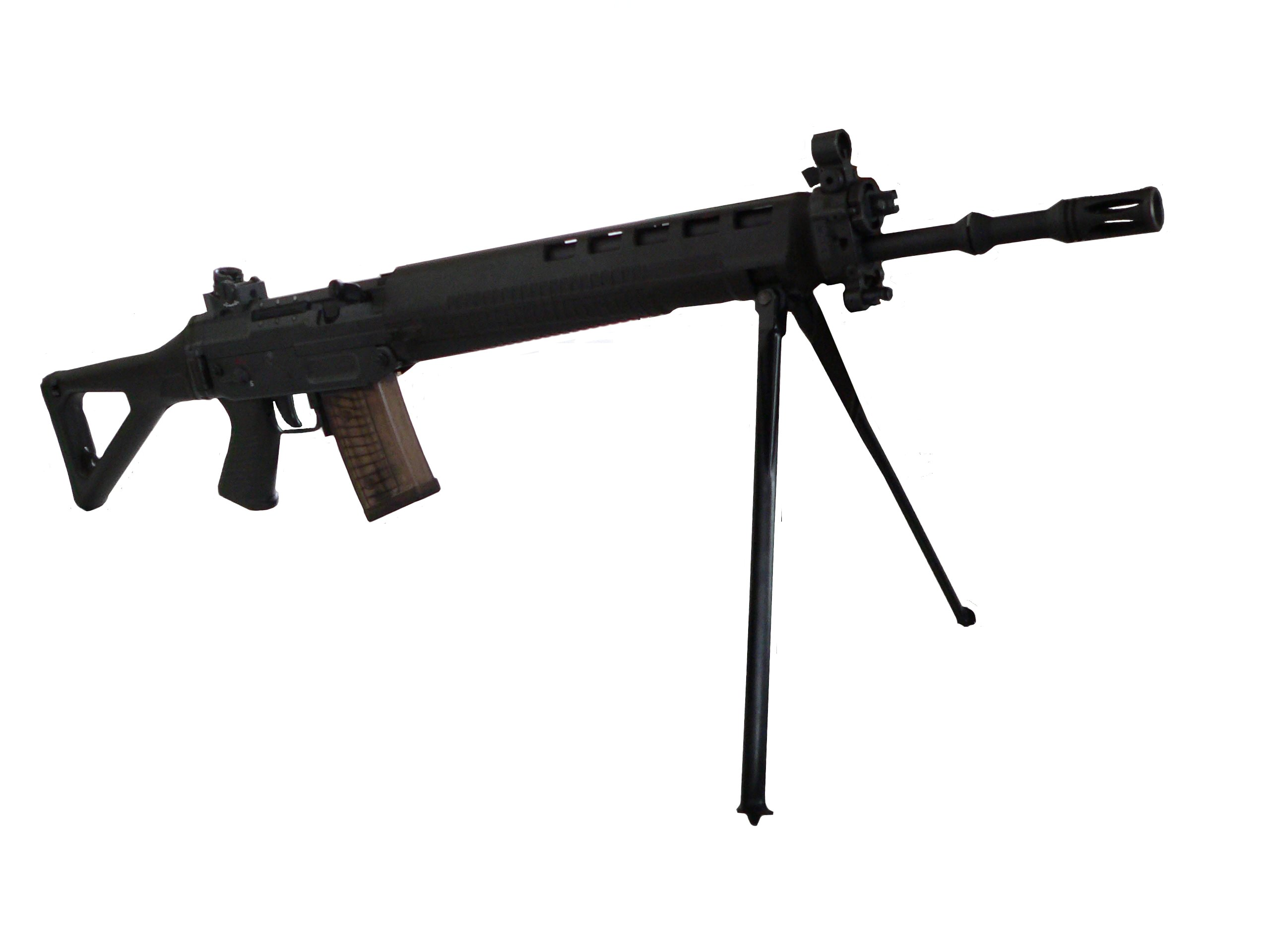
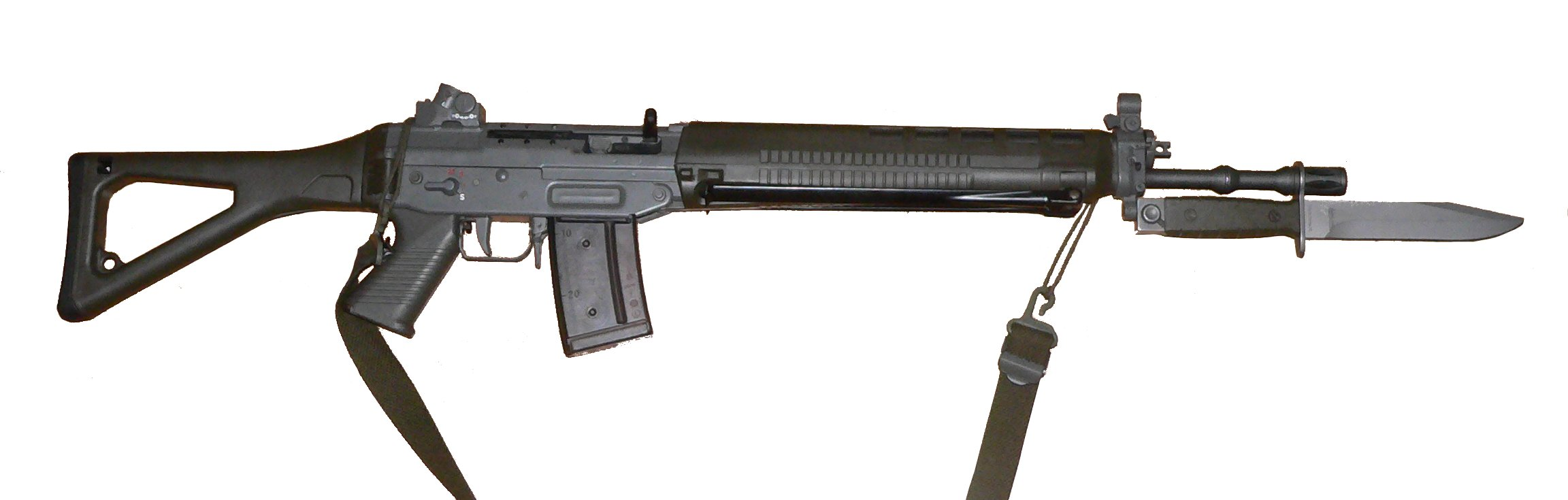
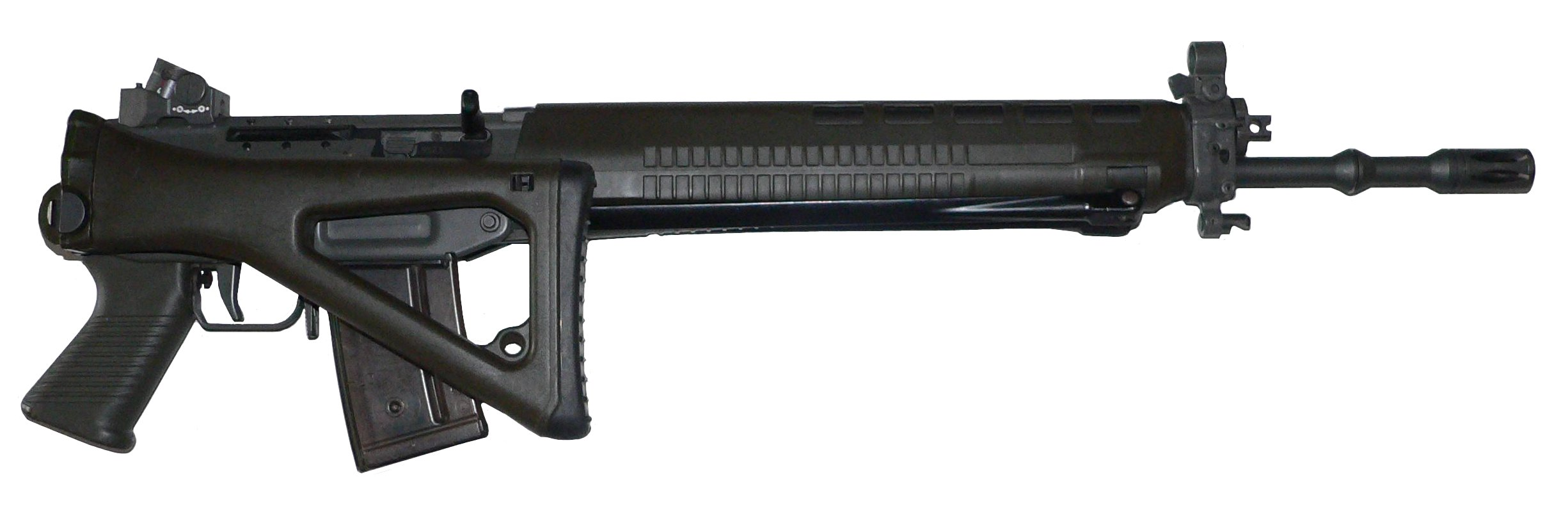
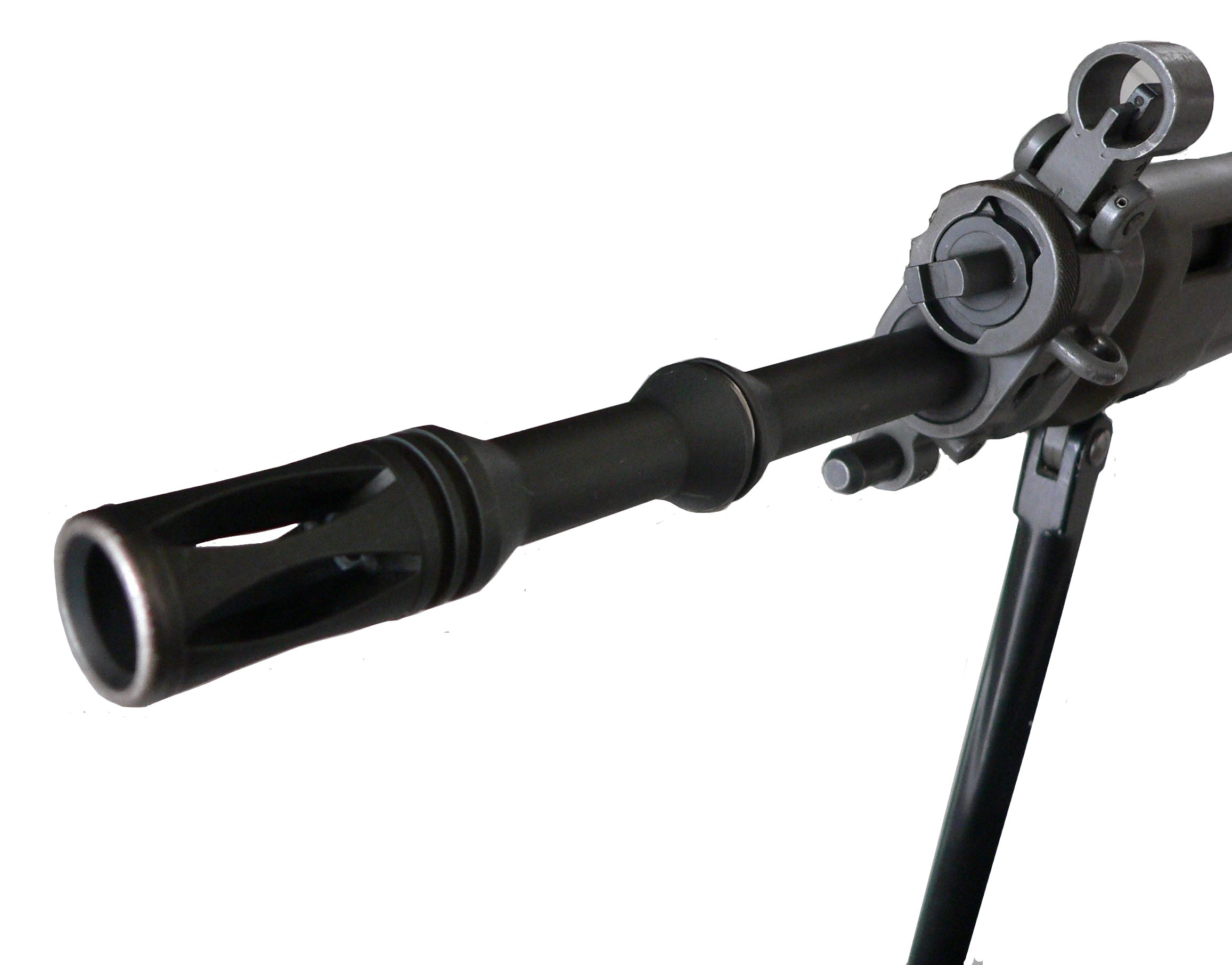
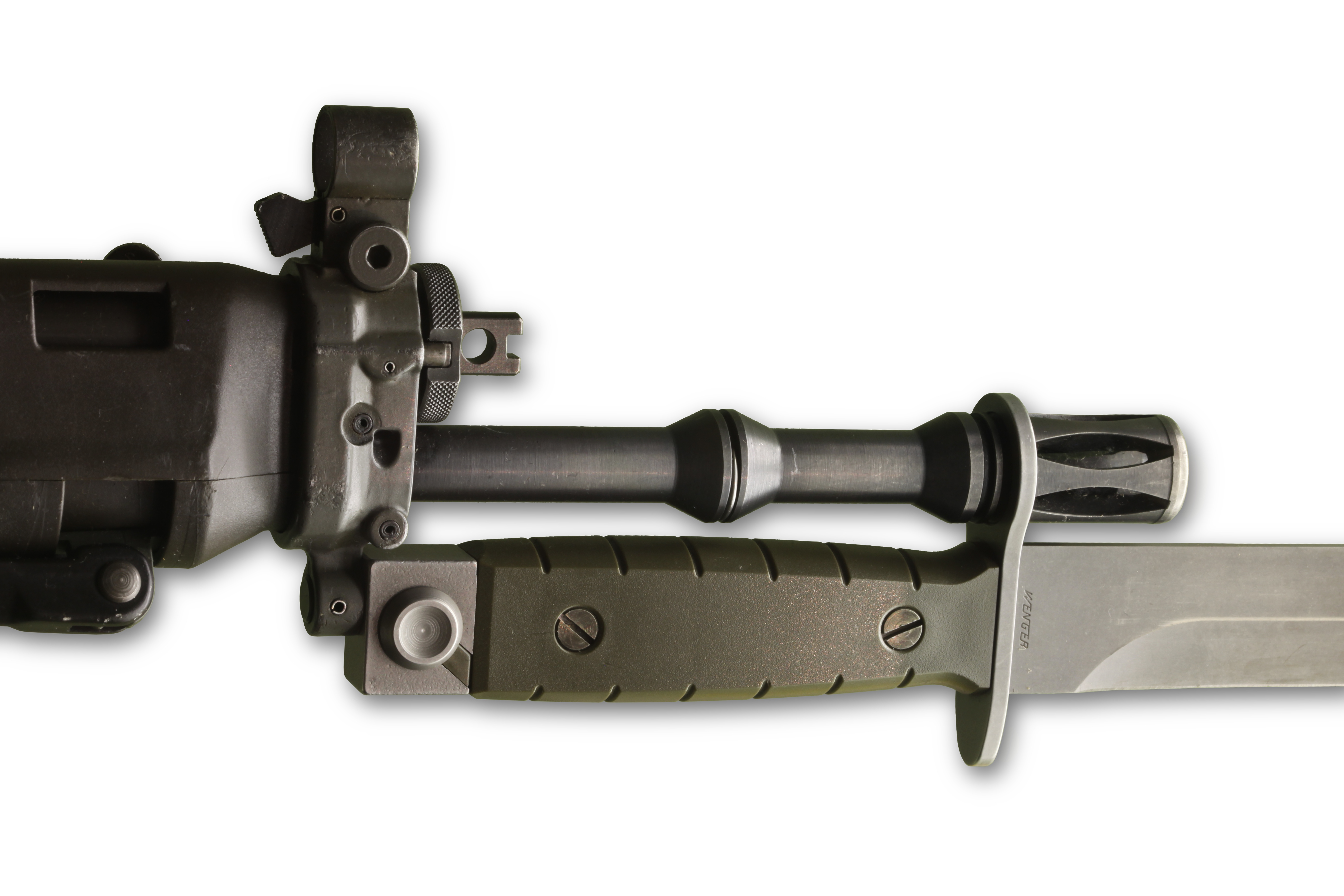
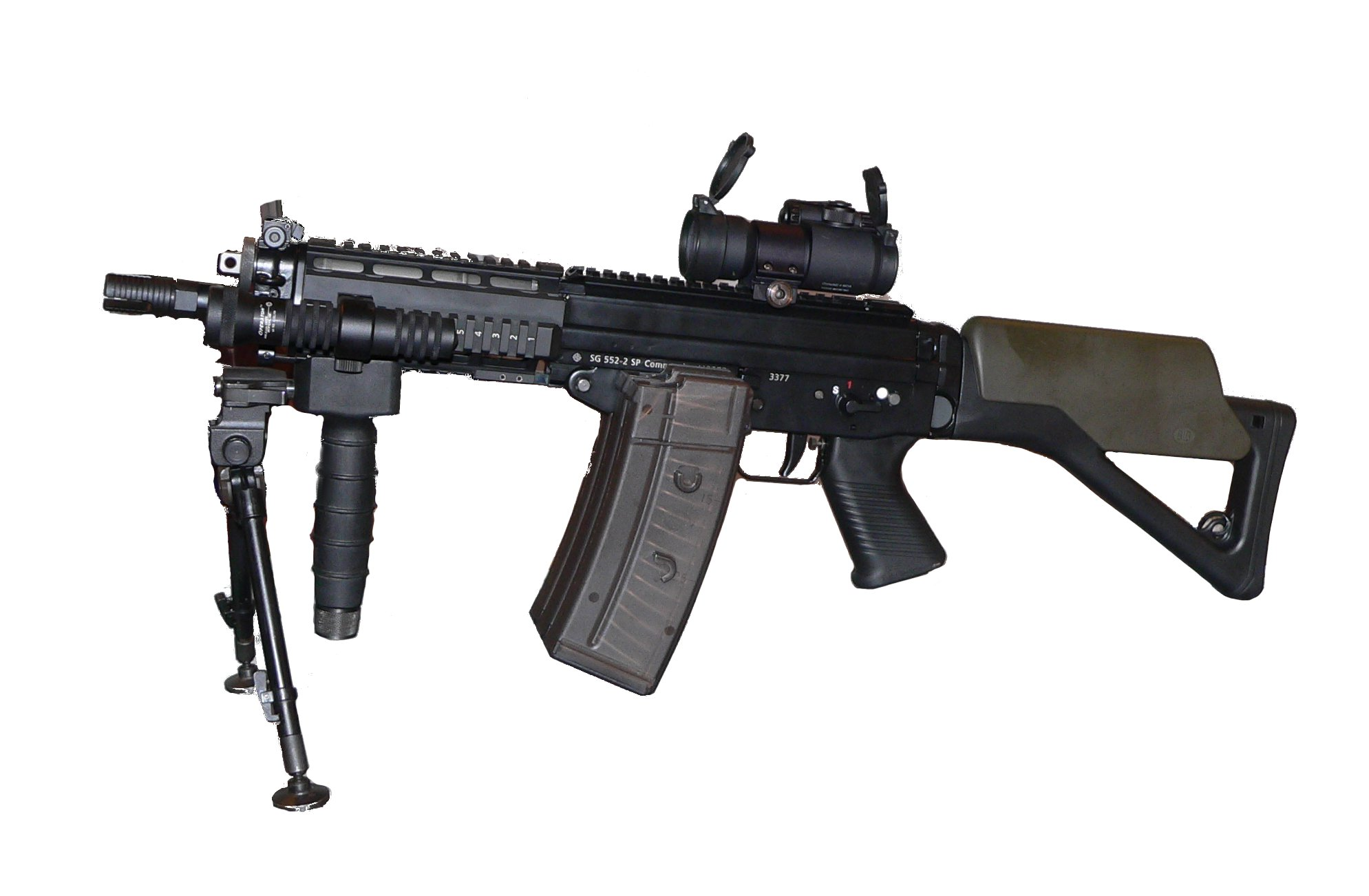

## مشخصات
- کالیبر :۵۶/۵میلی متر
  - طول(کلّی) : ۸۳۳/۹۲۴میلی متر
  - ارتفاع : ۲۱۰ میلی متر
  - طول لوله :۷ اینچ
  - تعداد شیار : ۶
  - وزن : ۴/۳ - ۶/۳ کیلو گرم
  - گنجایش خشاب : ۵،۱۰،۲۰،۳۰
  - نوع عمل : فشار گاز